# Tractaments protocol·laris a Andorra
La llei 12/2022, del 12 de maig, de protocol i ceremonial estableix, entre d'altres, els tractaments de les autoritats al Principat d'Andorra.
També estableix que el tractament per a les autoritats a les quals no s'adjudica un tractament específic sigui la de distingit/ida senyor/a i que les institucions no tenen un tractament protocol·lari.

## Abreviacions
- Excel·lentíssim/a senyor/a: Excm. Sr. / Excma. Sra.
- Molt il·lustre senyor/a: M. Il·ltre. Sr. / Sra.
- Il·lustre senyor/a: Il·ltre. Sr. / Sra.
- Magnífic/a senyor/a: Mgfc. Sr. / Mgfca. Sra.
- Honorable senyor/a: Hble. Sr. / Sra.

## Caps de l'Estat
- Els coprínceps tenen el tractament d'excel·lentíssim senyor o senyora.
- Els representants personals dels coprínceps tenen el tractament de molt il·lustre senyor o senyora.

## Poder executiu
Tenen el tractament de molt il·lustre senyor o senyora:
- El cap de Govern.
- Els ministres.

Tenen el tractament d'il·lustre senyor o senyora:
- Els alts càrrecs del Govern.

## Poder legislatiu
Tenen el tractament de molt il·lustre senyor o senyora:
- El síndic general.
- El subsíndic general.
- Els consellers generals.

## Poder judicial
Tenen el tractament de molt il·lustre senyor o senyora:
- El president i membres del Consell Superior de la Justícia.
- El president i membres del Tribunal Constitucional.

Tenen el tractament d'il·lustre senyor o senyora:
- El president i membres del Tribunal Superior de Justícia.
- El president i membres del Tribunal de Corts.

Tenen el tractament de magnífic senyor o senyora:
- El fiscal general.
- El fiscal adjunt.

Tenen el tractament d'honorable senyor o senyora:
- Els batlles.

## Govern comunal
Tenen el tractament d'honorable senyor o senyora:
- Els cònsols.
- Els consellers de Comú.

## Cos diplomàtic
Tenen el tractament d'excel·lentíssim senyor o senyora:
- Els ambaixadors.

Tenen el tractament d'il·lustre senyor o senyora:
- Els membres del cos consular.